# EPrix de Punta del Este de 2015
O ePrix de Punta del Este de 2015 foi uma corrida válida pela temporada de 2015–16 da Fórmula E. Foi realizada em 19 de dezembro na cidade de Punta del Este, no Uruguai. O suíço Sébastien Buemi venceu a prova, o piloto Lucas Di Grassi, do Brasil, terminou a prova em segundo, e Jérôme d'Ambrosio, da Bélgica, completou o pódio.

## Treino Classificatório[1]
As cinco primeiras posições são definidas na chamada Super Pole.
| Pos. | Piloto                 | Equipe         | Tempo    |
| ---- | ---------------------- | -------------- | -------- |
| 1    | Jérôme d'Ambrosio      | Dragon         | 1:15.498 |
| 2    | Loïc Duval             | Dragon         | 1:15.875 |
| 3    | Sam Bird               | Virgin         | 1:16.109 |
| 4    | Lucas Di Grassi        | Audi ABT       | 1:16.635 |
| 5    | Sébastien Buemi        | Renault e.dams | 1:19.811 |
| 6    | Nicolas Prost          | Renault e.dams | 1:15.913 |
| 7    | Daniel Abt             | Audi ABT       | 1:15.993 |
| 8    | António Félix da Costa | Aguri          | 1:16.014 |
| 9    | Bruno Senna            | Mahindra       | 1:16.048 |
| 10   | Oliver Turvey          | NEXTEV         | 1:16.154 |
| 11   | Robin Frijns           | Andretti       | 1:16.255 |
| 12   | Nelson Piquet Jr.      | NEXTEV         | 1:16.300 |
| 13   | Stéphane Sarrazin      | Venturi        | 1:16.353 |
| 14   | Nathanaël Berthon      | Aguri          | 1:17.573 |
| 15   | Simona De Silvestro    | Andretti       | 1:18.281 |
| 16   | Oliver Rowland         | Mahindra       | 1:19.414 |
| 17   | Jean-Éric Vergne       | Virgin         | 1:19.946 |
| 18   | Jacques Villeneuve     | Venturi        | 1:18.451 |

## Corrida[2]
| Pos. | Piloto                 | Equipe         | Voltas | Tempo      | Grid | Pts. |
| ---- | ---------------------- | -------------- | ------ | ---------- | ---- | ---- |
| 1    | Sébastien Buemi        | Renault e.dams | 33     | 33 voltas  | 5    | 271  |
| 2    | Lucas Di Grassi        | Audi ABT       | 33     | +3.534     | 4    | 18   |
| 3    | Jérôme d'Ambrosio      | Dragon         | 33     | +6.725     | 1    | 182  |
| 4    | Loïc Duval             | Dragon         | 33     | +6.807     | 2    | 12   |
| 5    | Nicolas Prost          | Renault e.dams | 33     | +21.057    | 6    | 10   |
| 6    | António Félix da Costa | Aguri          | 33     | +22.410    | 8    | 8    |
| 7    | Jean-Éric Vergne       | Virgin         | 33     | +57.726    | 17   | 6    |
| 8    | Daniel Abt             | Audi ABT       | 33     | +1:00.744  | 7    | 4    |
| 9    | Stéphane Sarrazin      | Venturi        | 33     | +1:03.559  | 13   | 2    |
| 10   | Robin Frijns           | Andretti       | 33     | +1:03.840  | 11   | 1    |
| 11   | Simona de Silvestro    | Andretti       | 32     | +1 volta   | 15   |      |
| 12   | Oliver Turvey          | NEXTEV         | 32     | +1 volta   | 10   |      |
| 13   | Oliver Rowland         | Mahindra       | 32     | +1 volta   | 16   |      |
| 14   | Nathanaël Berthon      | Aguri          | 32     | +1 volta   | 14   |      |
| 15   | Nelson Piquet Jr.      | NEXTEV         | 31     | +2 voltas  | 12   |      |
| Ret  | Bruno Senna            | Mahindra       | 26     | +7 voltas  | 9    |      |
| Ret  | Sam Bird               | Virgin         | 17     | +16 voltas | 3    |      |

- Ret = Não completou a prova

- ↑1 Ganhou dois pontos pois fez a volta mais rápida
- ↑2 Ganhou três pontos pois fez a Pole Position

## Classificação do campeonato após a corrida[3][4]
Apenas as cinco primeiras posições estão representadas.
| Pos | Piloto            | Pontos | Var |
| --- | ----------------- | ------ | --- |
| 1   | Sébastien Buemi   | 62     | 1   |
| 2   | Lucas Di Grassi   | 61     | 1   |
| 3   | Jérôme d'Ambrosio | 28     | 5   |
| 4   | Sam Bird          | 24     | 1   |
| 5   | Loïc Duval        | 24     | 2   |

| Pos | Construtor      | Pontos | Var |
| --- | --------------- | ------ | --- |
| 1   | Renault e.dams  | 73     | 1   |
| 2   | Audi ABT        | 71     | 1   |
| 3   | Dragon Racing   | 52     | 2   |
| 4   | Virgin Racing   | 30     | 0   |
| 5   | Mahindra Racing | 27     | 2   |